# Brama Wodna w Poznaniu
Brama Wodna – jedna z czterech bram miejskich średniowiecznego Poznania. Położona była w ciągu ulicy Wodnej, u jej wylotu w kierunku Garbar i Grobli, a dalej na szlaki w kierunku Środy Wielkopolskiej, Kalisza i Warszawy.
Nazwę Bramy Wodnej wymieniono po raz pierwszy w 1454. W 1478 informowano już o budowli wieżowej. Zburzona została całkowicie w 1795 wraz z resztą murów miejskich (usunięto wtedy z jej dachu 80 funtów ołowiu). Przy okazji rozbiórki odnotowano, że brama miała 12 stóp szerokości i 10 stóp wysokości. Posiadała nadbudowany okrągły trzon o średnicy 5 stóp i wysokości 15 stóp. Informacje te mogły być niezupełnie precyzyjne. 
Elementem obronnym bramy była fosa miejska zasilana wodami Strugi Karmelickiej. Wjazd odbywał się po drewnianym moście, we wcześniejszych fazach, przy samej bramie, zapewne zwodzonym. 
Na powierzchni po bramie nie pozostały żadne ślady. Dokładne usytuowanie i rzut obiektu ustalono na podstawie badań archeologicznych przeprowadzonych w 1992. Odkryto wtedy, że brama przechodziła cztery zasadnicze fazy rozwojowe:
- faza I: pierwotna brama średniowieczna o charakterze przejazdowym w ciągu muru wysokiego. Obiekt był ceglany na fundamencie kamiennym o wymiarach 15 × 6,7–8 metrów. Ściany boczne nieco rozchylały się na zewnątrz. Grubość ścian wahała się między 1,12, a 1,25 metra. Pozostałości ściany czołowej znajdują się na głębokości 1,5 metra. Brama powstała w ostatniej ćwierci XIII wieku,
- faza II: brama XV-wieczna (początek wieku lub nawet nieco wcześniej), zmodernizowana. Do bramy przejazdowej dodano przedbramie – niewielki budynek o wymiarach przybliżonych 2,65 × 8,35 metra (we wnętrzu 1,65 × 5,08 metra),
- faza III: brama późnogotycka, zmodernizowana na przełomie XV i XVI wieku. Powstała wówczas wieża bramna i dwa przedbramia. Wieża bramna (wymiary: 6,5 × 7 metrów) została osadzona na części zachodniej starego wjazdu bramnego fazy I (podwyższenie o jedną kondygnację). Przejazd odbywał się pod dwiema nowymi arkadami wstawionymi we wjazd. Brama w tej formie widoczna jest na widoku Poznania z 1618 autorstwa G. Brauna i F. Hogenberga,
- faza IV: brama nowożytna, zmodernizowana w XVIII wieku (ewentualnie w końcu wieku XVII). Dodano budynek przejazdowy na wjeździe. Wymieniono całkowicie partie licowe ściany zewnętrznej i przemurowano przypory zewnętrzne. Poprawiono też stabilność obiektu. Być może budynek wjazdowy posiadał dwie wieżyczki strażnicze na flankach, tak jak to przedstawiono na widoku Poznania F.B. Wernera z połowy XVIII wieku[1].